# Ahu Akivi

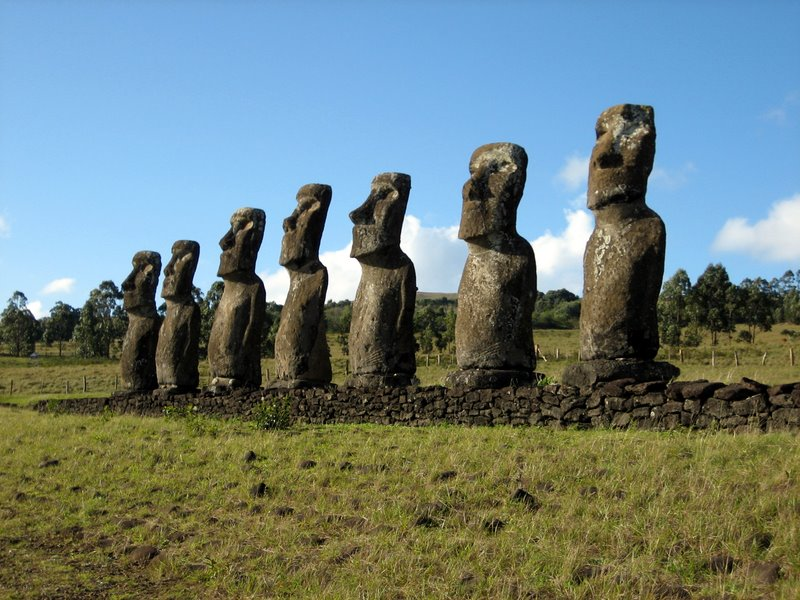
Sochy moai na Ahu Akivi hledí k oceánu, což je oproti ostatním podobným komplexům výjimečné. Před ahu je vydlážděné prostranství, dnes zarostlé trávou.

Ahu Akivi je ahu (posvátná plošina) se sedmi sochami moai, situovaná na Velikonočním ostrově. Na rozdíl od ostatních kultovních středisek, Ahu Akivi se nenalézá na pobřeží, ale ve vnitrozemí ostrova. Je to také jediná ahu, jejíž sochy jsou nasměrovány obličeji k oceánu, nikoliv zády k němu, jak je běžné.
Ahu Akivi je také jméno jedné ze sedmi oblastí Národního parku Rapa Nui.

## Lokalita
Ahu Akivi se nalézá na jihozápadním svahu sopky Maunga Terevaka. Areál je obklopen mírně zvlněným terénem, vhodným pro zemědělskou činnost. Nachází se 2,6 km od západního pobřeží, ve výšce 140 m n. m. 706 m západně od Ahu Akivi se nachází plošina Ahu Vai Teka. Spolu tvoří jeden archeologický komplex Akivi-Vai Teka.

## Fyzická charakteristika
Vykopávky a restaurace Ahu Akivi prováděl v letech 1974 Sebastian Englert a roku 1978 William Mulloy a Gonzalo Figueroa.
Stavba Ahu Akivi měla dvě časové fáze. První fáze probíhala v 15. století a zahrnovala vytvoření centrální obdélníkové plošiny na předem zarovnaném povrchu. Součástí plošiny byla také dvě křídla (boční výběžky), která kolmo navazovala a ukončovala jižní i severní konec plošiny. Součástí plošiny byl vydlážděný chodník či rampa, který těleso plošiny rozšiřoval západně od podélné osy a směřoval k hlavní obřadní ploše, nacházející se západně od ahu. Druhá fáze probíhala do roku 1600 a zahrnovala úpravy plošiny, křídel a pravděpodobně v té době byla plošina osazena sochami moai. V blízkosti Ahu Akivi je jeskyně, která sloužila jako obydlí a po roce 1800 i jako hrobka.
Součásti komplexu je druhá menší plošina Ahu Vai Teka, 16 metrů dlouhá, vytvořená z neopracovaných lávových kamenů a zřejmě též nesla malé sochy.

## Kulturní svědectví
Komplex Ahu Akivi-Vai Teka je nejpropracovanější ahu nalézající se ve vnitrozemí ostrova. Přebýval tu kmen Miru, nejprestižnější kmen západní konfederace kmenů. Radiokarbonová analýza dokázala, že obě ahu vznikaly současně. Na plošině bylo nalezeno 7 petroglyfů (rytin do kamene), které byly vytvořeny během přestavby plošiny, zhruba 150 let před příchodem Evropanů a nasvědčují tomu, že v této pozdní době zde ještě byl praktikován mocenský systém, stejný jako v době stavby plošiny. Byla tak potvrzena relativní politická stabilita a dobrá hospodářská úroveň v této oblasti ostrova po dobu 250 až 300 let od zahájení výstavby komplexu.